# Kołomak
Kołomak (ukr. Коломак) – osiedle typu miejskiego na Ukrainie, w obwodzie charkowskim, siedziba władz rejonu kołomackiego.

## Historia
Pierwsza wzmianka o osadzie pochodzi z 1571.
W XIX w. - sloboda Gubernia charkowska.
Osiedle typu miejskiego od 1959.
W 1989 liczyło 4628 mieszkańców.
W 2013 liczyło 3074 mieszkańców.